# Vojenská diktatura v Brazílii
Vojenská diktatura v Brazílii (portugalsky ditadura militar), někdy zvaná jako pátá brazilská republika, byla zahájena vojenským státním převratem ze začátku dubna 1964, který byl podporován Spojenými státy americkými, a trvala 21 let, do března 1985.
Převrat zorganizovali vysocí důstojníci armády, kteří nesouhlasili s levicovou politikou prezidenta Joãa Goularta. Za pučisty se ze stejného důvodu postavili konzervativci, katolická církev, antikomunistické spolky a střední a vyšší třídy obyvatel. Zvláště od roku 1968 se vojenská diktatura projevovala represemi a perzekucí opozice a disidentů. Charakteristické pro režim byly cenzura, omezení občanských práv, zatýkání, mučení, mimosoudní zabíjení a nucené zmizení. V roce 1967 byla přijata represivní ústava, která omezila svobodu projevu a potlačila politickou opozici. Za hlavní principy režimu byly považovány nacionalismus, antikomunismus a ekonomický rozvoj.
Diktatura sklízela nebývalou občanskou oblibu v sedmdesátých letech, kdy se odehrával tzv. brazilský ekonomický zázrak. Šlo o období rychlého ekonomického růstu za prezidenta Emília Garrastazy Médiciho, kdy roční růst HDP dosahoval průměrně téměř 10 %. Nicméně v téže době pokračovalo brutální potírání opozice. V roce 1979 udělil prezident João Figueiredo amnestii za všechny politické zločiny, ať už proti režimu, nebo spáchané režimem. Ačkoliv se snažil o částečně demokratizující reformy, zemi postihla ekonomická recese a růst inflace. Vedle toho začaly padat vojenské diktatury v okolních zemích a Brazílii zaplavily masivní demonstrace proti režimu. Pod tímto tlakem byly na rok 1982, po dvaceti letech, vypsány první svobodné parlamentní volby. Roku 1985 se konaly polosvobodné prezidentské volby, ve kterých poprvé od začátku šedesátých let kandidovaly civilní osoby. Vítězem se stal José Sarney. Roku 1988 byla přijata nová ústava, která vrátila zemi k demokracii.
Brazilská vojenská diktatura sloužila jako vzor jiným vojenským diktaturám Jižní Ameirky té doby. Nabízela jim svou „doktrínu národní bezpečnosti“, kterou ospravedlňovala perzekuce s cílem zajistit národní bezpečnost. Až roku 2014 brazilská armáda poprvé oficiálně uznala pochybení svých příslušníků během diktatury, včetně mučení a zabíjení politických disidentů. Odhaduje se, že během brazilské vojenské diktatury bylo 434 lidí zabitých nebo pohřešovaných a 20 000 lidí bylo mučeno. Někteří aktivisté za lidská práva a další tvrdí, že toto číslo by mohlo být mnohem vyšší a mělo by zahrnovat tisíce domorodých obyvatel, kteří zemřeli kvůli nedbalosti režimu. Ovšem ozbrojené síly toto zpochybňují.

## Pozadí

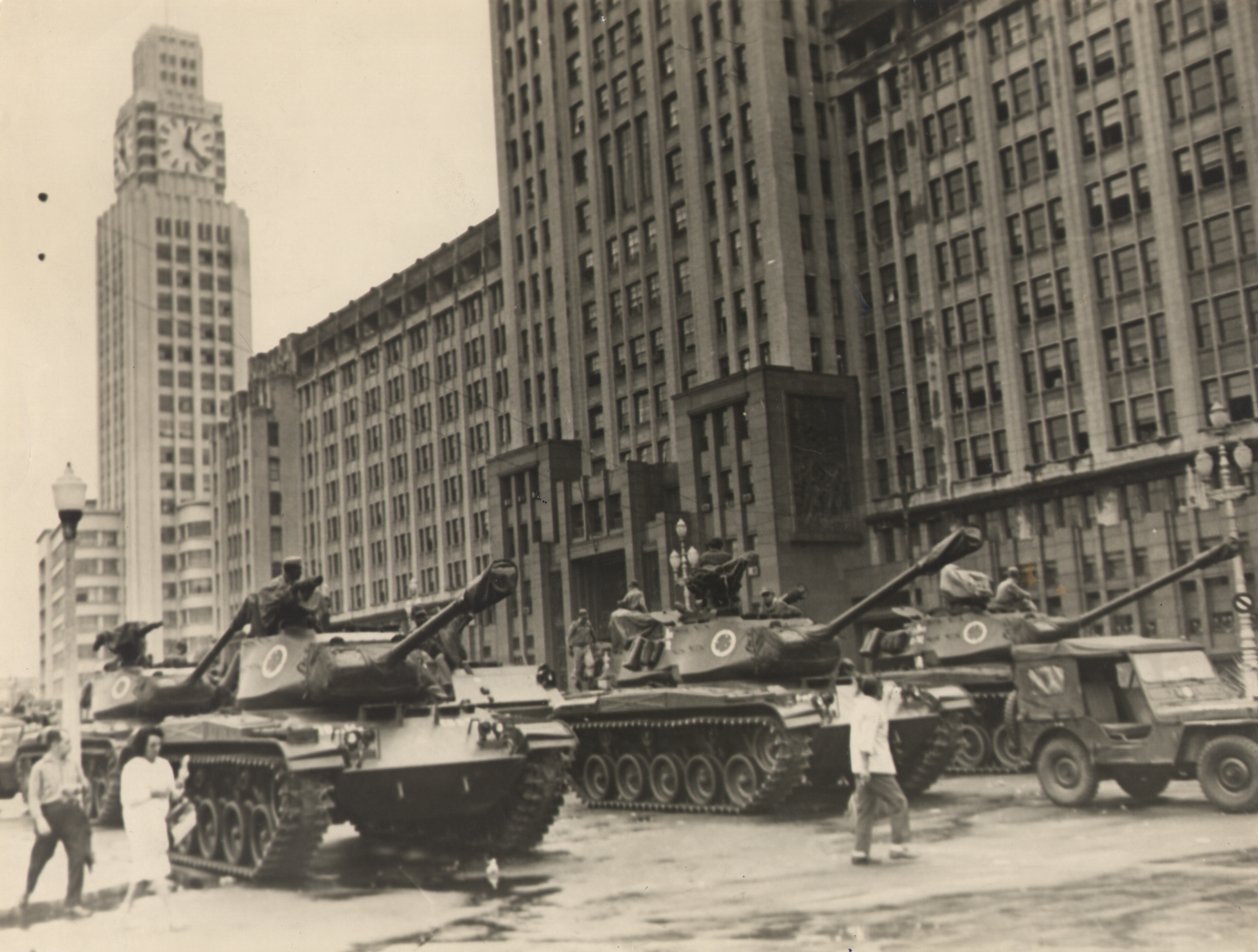
Tanky brazilské armády ve městě Rio de Janeiro během státního převratu (duben 1964)

Kořeny brazilské politické nestability se datovaly zpět do období vlády populistického diktátora Getúlia Vargase (ve funkci v letech 1930 až 1945). Šlo o období ekonomického nacionalismu, protekcionismu a řízené modernizace. Vargas usiloval o prosazení kapitalismu v nacionálním rámci tak, aby nedocházelo ke konfliktu mezi nižšími třídami a zahraničními investory. Šlo o zásadní změnu kurzu oproti tzv. první brazilské republice (1889–1930), která se orientovala na export.
Po paraguayské válce z let 1864 až 1870 posílilo postavení brazilské armády v zemi. Současně začala její politizace. Významnost armády byla zanesena také do vyhlášení republiky po svržení Brazilského císařství (1889). Síla armády se dále ukázala při revoluci roku 1930, kdy se moci chopil právě Getúlio Vargas. V padesátých letech se armáda znovu začala ozývat proti vládě prezidenta Juscelina Kubitscheka de Oliveiry a jeho viceprezidenta Joãa Goularta, které obviňovala z podpory komunismu. Juscelino Kubitschek se nakonec v praxi projevil jako spojenec kapitálu a zahraničních společností. Ovšem Goulart stále trval na radikálních reformách a neutralismu vůči Spojeným státům americkým.
V roce 1961 se prezidentem stal kandidát pravice Jânio Quadros, ale viceprezidentem opět kandidát levice João Goulart. Nicméně v roce 1961 Quadros rezignoval a Goulart automaticky postoupil do funkce prezidenta. Pravicové kruhy se obávaly, že pod Goulartem bude Brazílie následovat Kubu v cestě ke komunismu (viz kubánská revoluce). Armáda s podporou pravice proto provedla vojenský převrat.

## Historie

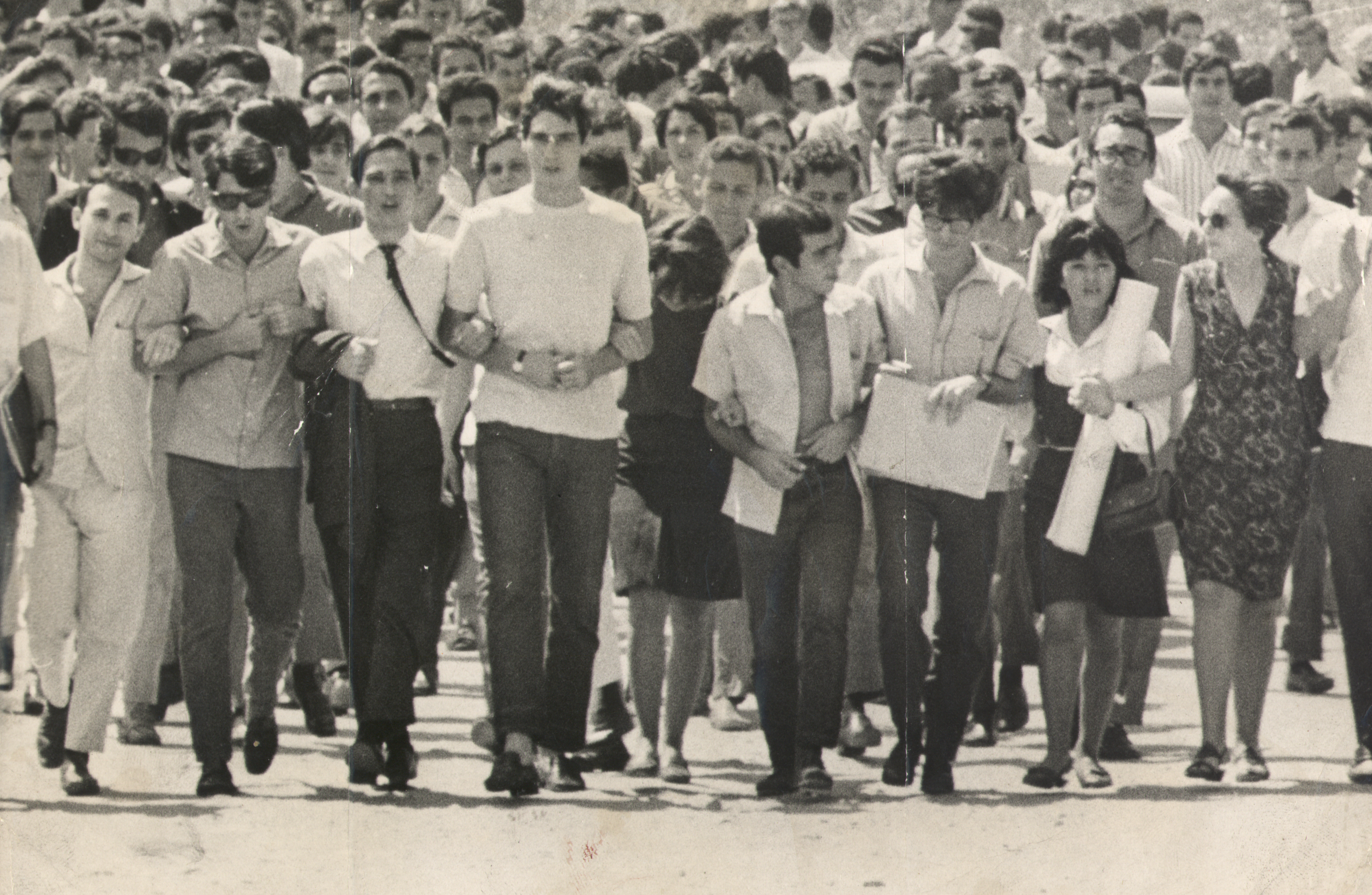
Protestní pochod studentů proti diktatuře (1966)

Ačkoliv si pravicoví politici mysleli, že jim armáda předá moc, pučisté se shodli, že v zemi není dostatečně silná osoba a vytvořili vládu vojenské junty. V čele stanuli generálové Humberto de Alencar Castelo Branco a Artur da Costa e Silva. Již pár dní po převratu junta omezila občanské svobody a udělila si právo jmenovat a odvolávat státní zaměstnance i funkcionáře. Současně zavedla právní rámec pro vlnu represí disidentů, které podezřívala ze „subverze“. Dne 11. dubna byl Humberto de Alencar Castelo Branco jmenován prezidentem. Ten chtěl původně provést zásadní reformy a poté vrátit moc civilní správě. Ostatní pučisté „tvrdého jádra“ armády však byli proti. Požadovali úplnou eliminaci levice a reformy nepovažovali za primárně důležité. Po převratu byly povoleny jen dvě strany – vládní strana Aliança Renovadora Nacional a pravicová opozice Movimento Democrático Brasileiro. Levice byla z politického života zcela smazána.
V roce 1967 se prezidentem stal kandidát tvrdé linie Artur da Costa e Silva. Ten zavedl nový ústavní zákon, který dal prezidentovi autoritářské pravomoci a ukotvil tak diktaturu. Současně rozpustil parlament, pozastavil platnost ústavy a zavedl cenzuru. V roce 1969 měl Costa e Silva infarkt. Místo viceprezidentovi byla moc předána vojenské juntě, která jeho nástupcem zvolila generála Emília Garrastazu Médiciho. Rovněž šlo o zastánce tvrdé linie. Během jeho vlády docházelo k nejbrutálnějším represím disidentů, včetně mučení vězňů a totální cenzury tisku. V reakci vzniklo partyzánské odbojové hnutí (například komunistické Ação Libertadora Nacional nebo Movimento Revolucionário 8 de Outubro) a pořádaly se demonstrace. Roku 1969 například komunisté unesli amerického velvyslance Charlese Burkeho Elbricka. Junta však odpověděla jen větší brutalitou a krátce poté byl zabit vůdce povstalců Carlos Marighella, což značilo začátek úpadku ozbrojeného odboje. V letech 1967 až 1975 vedl režim válku na potlačení partyzánských oddílů Brazilské komunistické strany, a to zejména v povodí řeky Araguaia. Armáda nakonec povstalce potlačila.

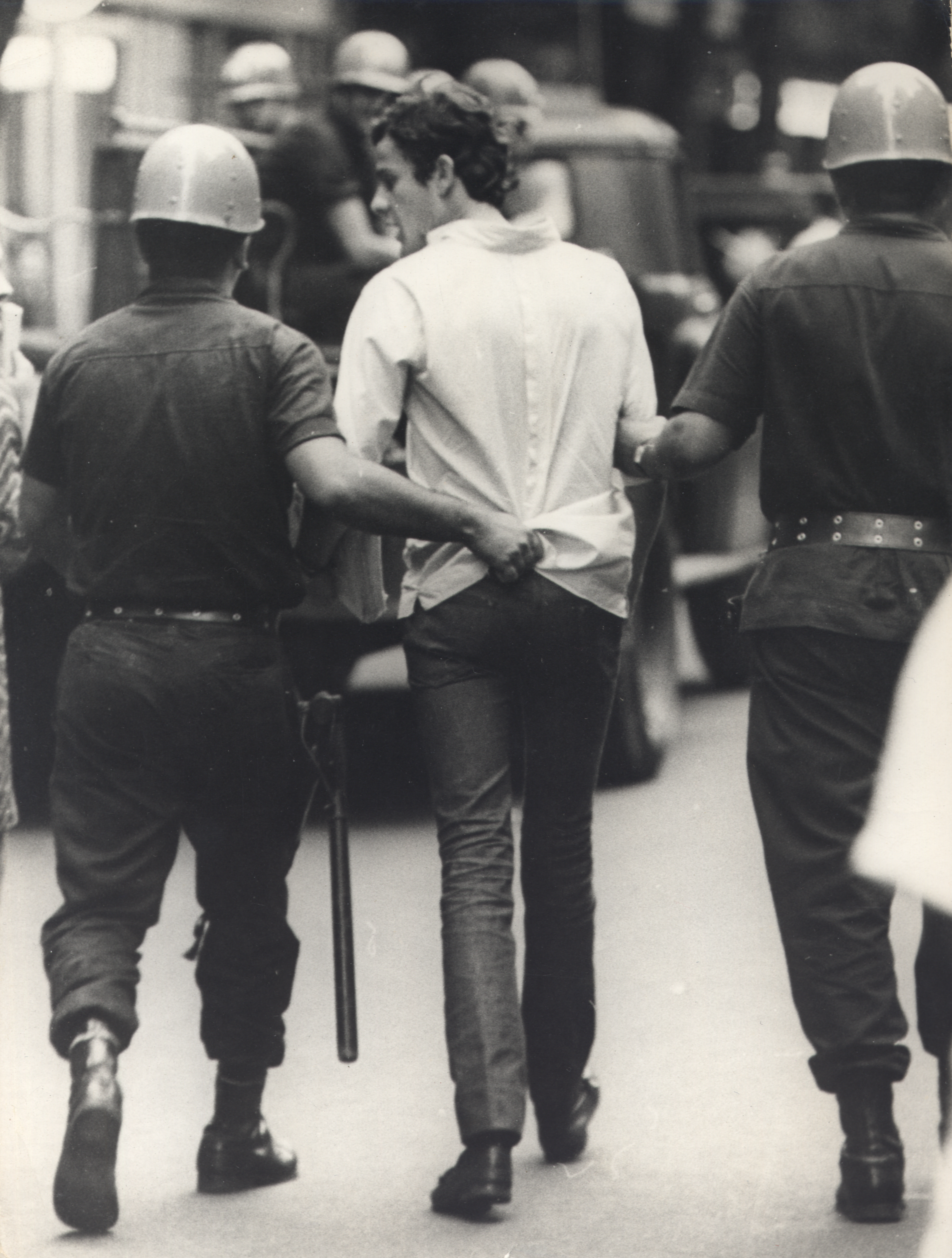
Zatčení studenta během protirežimních protestů (1968)

Nejagresivnější vlna represivních opatření proběhla v období mezi lety 1968 a 1978, nazývaném „Roky olova“ (Anos de Chumbo), nicméně represivní charakter režimu byl v brazilské společnosti přítomen po celou dobu vojenské vlády. Již v roce 1964 vojenská vláda systematicky používala různé formy mučení, které sama vymyslela, nejen k získávání informací, které používala k potlačování opozičních skupin, ale také k zastrašování a umlčování dalších potenciálních odpůrců. Toto se po roce 1968 radikálně zvýšilo. Zatímco jiné diktatury v regionu v té době zabily více lidí, Brazílie se spoléhala na mučení, stejně jako tomu bylo během tzv. řežimu Estado Novo Getúlia Vargase (názvem se inspiroval u režimu Salazara v Portugalsku – Estado Novo). Vargasův vymahač Filinto Müller byl v Brazílii označen za „patrona mučitelů“. K potlačení svých levicových odpůrců diktatura používala svévolné zatýkání, věznění bez soudů, únosy a především mučení, které zahrnovalo znásilnění a kastraci. Viz také operace Kondor. Rovněž poradci ze Spojených států a Spojeného království cvičili brazilské síly ve výsleších a mučení. Viz Institut západní polokoule pro bezpečnostní spolupráci.

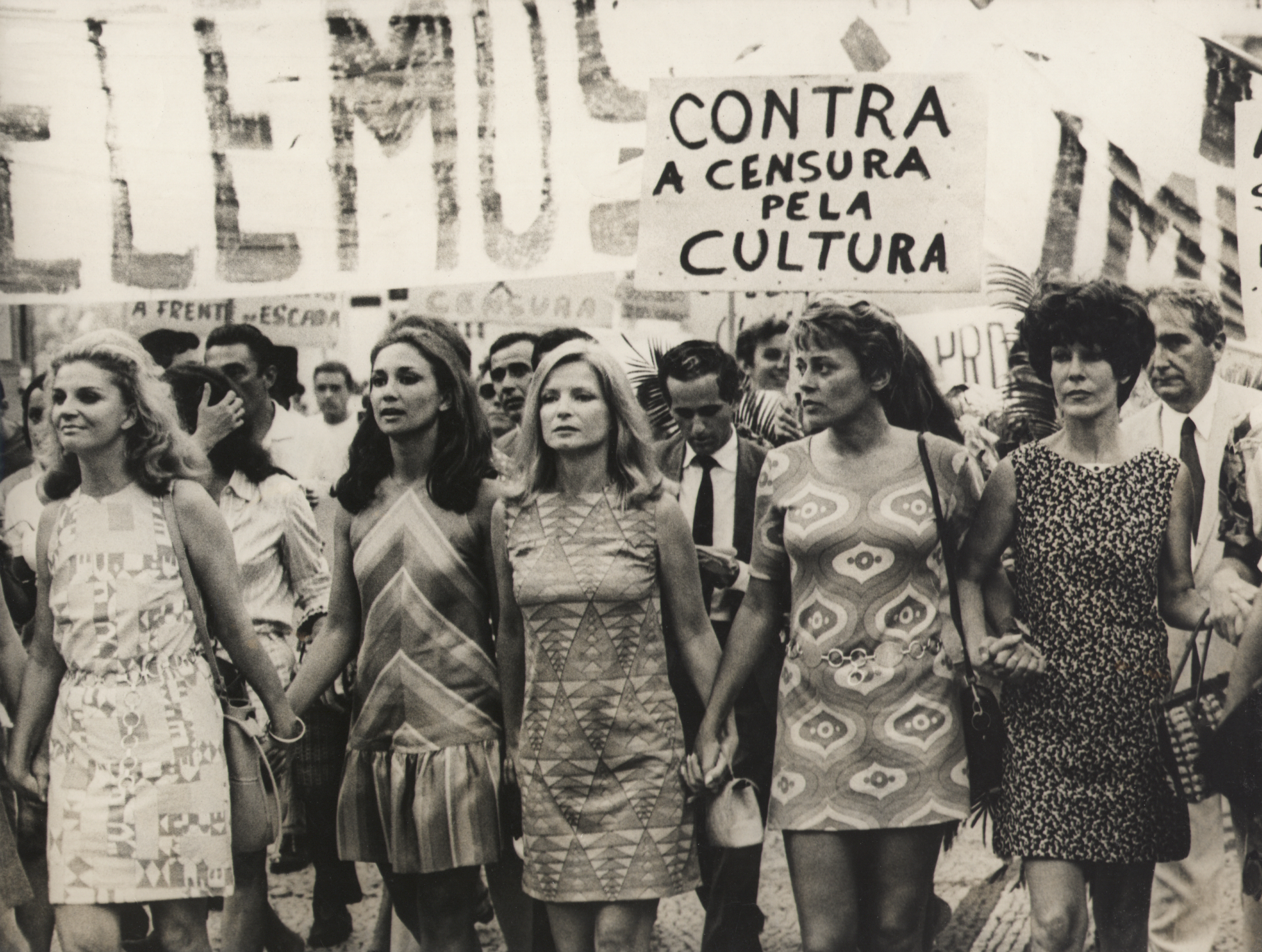
Brazilské herečky na protestu Kulturou proti cenzuře (1968)

Prezident João Figueiredo, bývalý generál armády, postupně provedl demokratizaci režimu, a to navzdory tvrdé linii armády. Jeho cílem bylo předat moc zpět civilní vládě. V roce 1979 vyhlásil všeobecnou amnestii na politické zločiny během diktatury. Dále rozpustil vládní stranu a umožnil vznik nových politických stran. Takto vznikla nová konzervativní provládní strana Partido Democrático Social. Opozice, stále zastoupena jen pravicí, začala získávat první regionální vítězství ve volbách.
Navzdory pádu diktatury nebyl za porušování lidských práv žádný jednotlivec potrestán, a to díky zákonu o amnestii z roku 1979, který napsali členové vlády, kteří zůstali u moci během přechodu k demokracii. Zákon udělil amnestii a beztrestnost všem vládním úředníkům nebo občanům obviněným z politických zločinů během diktatury. Kvůli určité „kulturní amnézii“ v Brazílii si oběti nikdy nezískaly mnoho sympatií, respektu ani uznání za své utrpení. V roce 2011 byla zřízena Národní komise pravdy s cílem pomoci národu čelit jeho minulosti a uctít ty, kteří bojovali za demokracii, a odškodnit rodinné příslušníky zabitých nebo zmizelých. Její práce byla dokončena v roce 2014. Uvádí, že za vojenského režimu bylo zabito nejméně 191 lidí a 243 „zmizelo“. Celkový počet úmrtí se pravděpodobně pohybuje ve stovkách a mohl by se blížit tisíci, zatímco více než 50 000 lidí bylo zadrženo a 10 000 bylo nuceno odejít do exilu.

## Ekonomická situace
V letech 1964 až 1970 se Brazílie propadla do ekonomické krize a výrazně klesla kupní síla obyvatel. Nicméně v sedmdesátých letech se odehrál brazilský ekonomický zázrak, kdy výrazně rostlo HDP. Junta postupně zaváděla kontrolovaný volební systém a roku 1974 byl prezidentem zvolen generál Ernesto Geisel. V roce 1973 se odehrála globální ropná krize, která rovněž narušila ekonomiku země. Geisel býval prezidentem státní společnosti Petrobras, takže dokázal důsledky snížit. Nástup Geisela značil určité rozvolnění, když nastavil politiky otevření (abertura) a dekomprese (distensão). Chtěl postupnou liberalizaci a demokratizaci, ale bez ustání potírání levice, jak prokazovalo zabití komunistického disidenta a novináře Vladimira Herzoga.
Geisel pokračoval ve velkých státních investicích do infrastruktury – dálnic, telekomunikací, vodních elektráren, těžby nerostů, továren a jaderné energie. To vše vyžadovalo větší mezinárodní zadlužení a zvýšení státního dluhu. Na konci 70. let byl Brazílii největším mezinárodním dlužníkem na světě. Brazílie za jeho vlády změnila svou zahraniční politiku tak, aby vyhovovala svým ekonomickým potřebám. „Zodpovědný pragmatismus“ nahradil striktní sladění se Spojenými státy a světonázor založený na ideologických hranicích a blocích národů. Vzhledem k tomu, že Brazílie byla z 80 % závislá na dovozu ropy, Geisel posunul zemi od nekritické podpory Izraele k neutrálnějšímu postoji k blízkovýchodním záležitostem. Jeho vláda také uznala Čínskou lidovou republiku a nové socialistické vlády Angoly a Mosambiku, obou bývalých portugalských kolonií. Vláda se přiblížila k Latinské Americe, Evropě a Japonsku.
V druhé polovině 70. let se začala ekonomická situace horšit. V květnu 1978 se odehrála první dělnická stávka od roku 1964. Účastnilo se jí půl milinu dělníků, které vedl budoucí prezidenet Luiz Inácio Lula da Silva. Ti požadovali růst mezd.